# Caprella parapaulina
Caprella parapaulina är en kräftdjursart. Caprella parapaulina ingår i släktet Caprella och familjen Caprellidae. Inga underarter finns listade i Catalogue of Life.